# Lockroy

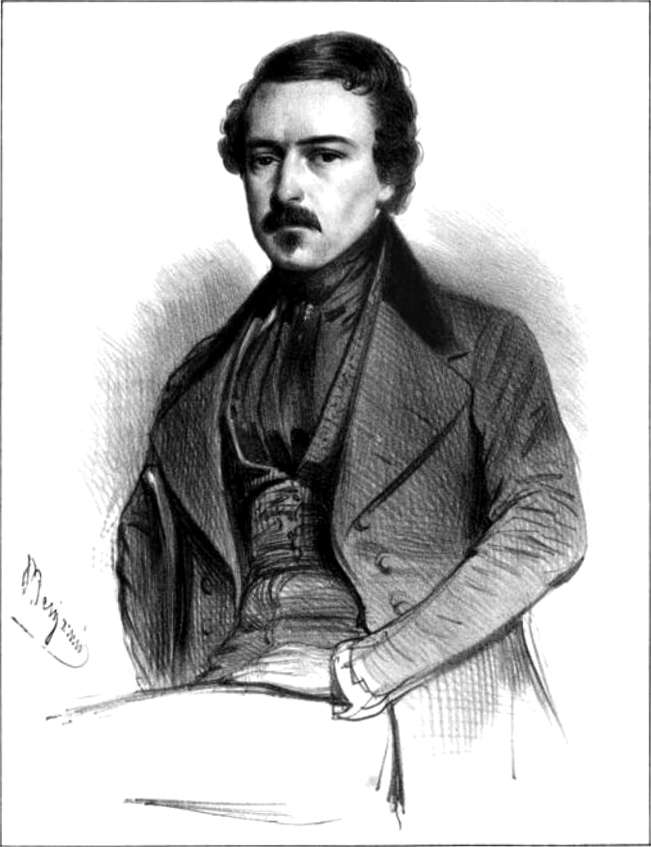
Zeichnung von Lockroy

Lockroy, eigentlich Joseph-Philippe Simon (* 17. Februar 1803 in Turin; † 19. Januar 1891 in Paris), war ein französischer Librettist und Schauspieler. Später wurde er Mitglied der Comédie-Française, wo er als einer der herausragenden Schauspieler galt und 1848 als administrateur général wirkte.
Seit 1840 trat er auch als Autor von Komödien, Vaudevilles und Opernlibretti hervor. Sein Sohn war der Politiker Édouard Lockroy.

## Werke
- Catherine II (1831)
- Ein Duell unter Richelieu (1836, Un duel sous le Cardinal de Richelieu, mit Edmond Badon), (= Reclams Universal-Bibliothek, Band 1906)
- Le maître d’école (1841), literarische Vorlage für Johann Nestroys Burleske Die schlimmen Buben in der Schule von 1847 mit der Musik Michael Hebenstreit.
- Bonsoir M. Pantalon, komische Oper (vertont von Albert Grisar, UA 1851)
- Le chien du jarninier komische Oper (vertont von Albert Grisar, UA 1855)
- Les dragons de Villars, komische Oper (mit Eugène Cormon (Pierre Etienne Piestre), vertont von Aimé Louis Maillart, UA 1856)
- La reine Topaze, komische Oper (mit Henri Battu, vertont von Victor Massé, UA 1856)
- Ondine (1863)
- Passé minuit, Vaudeville in einem Akt (mit Auguste Anicet-Bourgeois, vertont von Louis Deffès, UA 1864)